# Институт мировой политики
Институт мировой политики (ИМП) является частью американской научной школы национальной безопасности, разведки и международных дел. Основан в 1990 году и расположен в Дюпон-Серкл города Вашингтон, округ Колумбия.

## Основание и цель
ИМП был основан в 1990 году Джоном Ленчовски, бывшим директором Европы и Советского Союза в Совете национальной безопасности США времен администрации Рональда Рейгана.
В соответствии с его миссией, институт формирует лидеров разведки, национальной безопасности и дипломатии, обучение средствам управления государством.
Учебная программа предоставляет студентам полный спектр международных реалий, в том числе истории, политической культуры, существующих и потенциальных угроз, а также стратегической роли идей, ценностей и систем верований в мировой политике.
Особое внимание уделяется различным элементам управления государством, в том числе: контрразведке; контрпропаганде; экономической деятельности и управлении государством во время войны; информационным операциям; политической борьбе; стратегической мягкой силе и общественной дипломатии. Кроме того, факультет состоит почти полностью из старших ученых-практиков, в том числе послов, старших должностных лиц разведки, военных, советников президента, а также старших сотрудников конгресса, среди многих других, члены совета национальной безопасности, разведки и дипломатических сообществ.
ИМП предлагает пять степеней магистра искусств: M. A. государственного управления и национальной безопасности, M. A. государственного управления и международных отношений, M. A. стратегических исследований и разведки, M. A. стратегических и международных исследований (Professional), и M. A. по вопросам национальной безопасности. Институт также выдает сертификаты выпускникам высших учебных заведений и курсов повышения квалификации.

## Сотрудники института
- Гобл, Пол
- Деббинс, Питер